# Helmut Tromm
Helmut Tromm (* 8. Juli 1943 in Koblenz) ist ein deutscher Opernsänger (Tenor).

## Leben
Tromm stammt aus einer musikalischen Familie. Sein Vater war im Gesangsverein aktiv Helmut Tromm machte zunächst eine Ausbildung zum Keramikmodelleur. Als Quereinsteiger absolvierte er dann eine private Gesangsausbildung bei K. Kaltbeitzer-Hirsch in Koblenz. Am Theater Koblenz wirkte er zunächst im Opernchor mit und übernahm kleine Solo-Aufgaben. Ab der Spielzeit 1971/72 war er bis zum Ende der Spielzeit 1975/76 als lyrischer Tenor am Staatstheater Saarbrücken engagiert, wo er mit dem Rodolfo in La Bohème sein Debüt gab.
Seit 1976 war er bis zu seiner Pensionierung als Solist im Tenor-Fach am Schleswig-Holsteinischen Landestheater in Flensburg verpflichtet. Tromm war insgesamt ohne Unterbrechung 33 Jahre am Theater Flensburg tätig. Auch nach seiner Pensionierung 2008 trat er dort noch in kleinen Rollen auf, u. a. von Januar bis Juli 2010 als Hohepriester Annas in Jesus Christ Superstar. Für seine künstlerischen Verdienste wurde er im Dezember 2005 vom Schleswig-Holsteinischen Landestheater Flensburg auf Beschluss der Gesellschafterversammlung von Generalintendant Michael Grosse mit dem Titel Kammersänger ausgezeichnet. Außerdem wurde er zum Ehrenmitglied des Schleswig-Holsteinischen Landestheaters Flensburg ernannt.
Tromm sang zu Beginn seines Flensburger Engagement hauptsächlich noch das lyrische Tenor-Fach, insbesondere im italienischen Repertoire (Alfredo in La Traviata, Rodolfo in La Bohème u. a.). Später übernahm er das Rollenfach des jugendlich-dramatischen Tenors und des jugendlichen Heldentenors im deutschen wie im italienischen Fach. Schließlich erarbeitete er sich auch noch das schwere deutsche Fach (Wagner/Strauss). Über viele Spielzeiten hinweg profilierte er sich in Flensburg als Verdi-Interpret. Zu seinen Bühnenrollen gehörten u. a. Don José in Carmen, Florestan in Fidelio (u. a. in einer Neuinszenierung in der Spielzeit 1988/89; Premiere: Februar 1989), Radames in Aida, Cavaradossi in Tosca und Herodes in Salome.
In der Spielzeit 1982/83 war er der Titelheld in einer Neueinstudierung der Oper Hoffmanns Erzählungen (Premiere: September 1982); in dieser Inszenierung war Grit van Jüten (als Giulietta/Antonia) seine Partnerin. In der Spielzeit 1983/84 sang er den Matteo in einer Neuinszenierung der Oper Arabella (Premiere: September 1983). In der Spielzeit übernahm er die Titelpartie in der Verdi-Oper Don Carlo (Premiere: Februar 1984) in italienischer Sprache, wo er durch „belkanteske stimmliche LInienführung überzeugte“. In der Spielzeit 1984/85 sang er den Manrico in einer Neuinszenierung der Verdi-Oper Il trovatore (Premiere: September 1984) in italienischer Sprache. In der Spielzeit 1985/86 übernahm er die Rolle des Adolar in einer Neuinszenierung der Oper Euryanthe (Premiere: September 1985). In der Spielzeit 1986/87 sang er die Partie des Macduff in der Flensburger Erstaufführung von Verdis Oper Macbeth. In der Spielzeit 1986/87 war er außerdem der Ritter Hugo von Ringstetten in einer Neuinszenierung der Lortzing-Oper Undine (Premiere: Mai 1987). In der Spielzeit 1987/88 sang er die Titelrolle in einer Neuinszenierung der Oper Andrea Chénier (Premiere: November 1987). Er „bewährte sich mit dieser Rolle im italienischen Heldenfach“, sang mit „guter Phrasierung und klarer Diktion“, wobei ihm neben den expressiven Ausbrüchen besonders die schwärmerisch-lyrischen Passagen gelangen. In der Spielzeit 1987/88 sang er außerdem den Alvaro in einer Neuinszenierung der Verdi-Oper La forza del destino (Premiere: Februar 1988). In der Spielzeit 1988/89 übernahm er nochmals die Partie des Rodolfo in einer Neuinszenierung der Puccini-Oper La Bohème; Tromm „gestaltete einen verläßlichen Rudolf mit imposanten Höhen, klanglich allerdings manchmal etwas zu eng“. In der Spielzeit 1989/90 sang er den Gabriele Adorno in einer Neuinszenierung der Verdi-Oper Simone Boccanegra. Zur Spielzeiteröffnung der Saison 1990/91 übernahm er die Titelpartie in einer Neuinszenierung der Verdi-Oper Otello (Premiere: September 1990) und „krönte damit seine langjährige Annäherung an Verdi“; sein Othello „wirkte nie forciert oder gestemmt, sondern blieb auch in der Emphase bemerkenswert schlank“. In der Spielzeit 1990/91 war er auch als Max in einer Neuinszenierung der Oper Der Freischütz (Premiere: Februar 1991) besetzt. In der Spielzeit 1990/91 sang er außerdem den Henri in Der Mantel (Premiere: April 1991), wo er als langjährige „Stütze des Ensembles“ mit „heldischem Material wieder einmal auf sich aufmerksam machen konnte“. In der Spielzeit 1991/92 sang er „mit sicher und klar geführter Stimme“ einen „überzeugenden“ Erik in einer Neuinszenierung von Wagners Oper Der Fliegende Holländer. Im Juni 1992 war er der Dr. Cajus in der Falstaff-Neuinszenierung, der letzten Premiere der Spielzeit 1991/92 und Abschiedsinszenierung des damaligen Flensburger Operndirektors Hans-Dieter Sundermann (†), und machte in einer Rolle eine „gute Figur“. In der Spielzeit 1993/94 übernahm er die Titelrolle in Wagners Tannhäuser; Tromm sang „mit ganz schlanker Stimmführung einen hell timbrierten, in belcantesker Linie angelegten Tannhäuser“. In der Spielzeit 1994/95 war er in „bewährter Flensburger Qualität“ der „hellstimmige“ Prinz in einer Neuinszenierung der Oper Rusalka (Premiere: September 1994). In der Spielzeit 1995/96 übernahm er die Partie des Karl in der selten gespielten Verdi-Oper Die Räuber (Premiere: Mai 1996) in einer Neuinszenierung in deutscher Sprache.
Als langjähriges Ensemblemitglied übernahm Tromm auch zahlreiche kleinere Partien: Offizier/Scaramuccio in Ariadne auf Naxos (Spielzeit 1980/81; Premiere: September 1980), Oberpriester des Poseidon in Idomeneo (Spielzeit 1984/85; Premiere: Mai 1986), Mann mit dem Esel in Die Kluge (Spielzeit 1985/86; Premiere: Juni 1986) und Sänger in Der Rosenkavalier (Spielzeit 1989/90; Premiere: September 1989).
In der Spätphase seine Karriere übernahm er auch reine Charakterrollen. In der Spielzeit 2000/01 sang er den Schuiskij in Boris Godunow (Premiere: Dezember 2000). Zu seinen Charakterpartien gehörte u. a. auch der ältliche Ehemann Jason in George Antheils Opernerstling Transatlantic in der Spielzeit 2001/02. In der Spielzeit 2007/08 sang er den Hauptmann in Alban Bergs Oper Wozzeck, den er, obwohl „im Umgang mit den Noten gelegentlich etwas frei, als dramatisch präsente Figur“ zeichnete.
Als Gast trat er u. a. in Bukarest, Hamburg (u. a. in der Konzertsaison 1985/86 beim Faschings-Operettenkonzert mit dem Chor und NDR-Sinfonieorchester mit Melodien von Jacques Offenbach) und an den Bühnen der Hansestadt Lübeck (u. a. in der Spielzeit 1992/93 als Rodrigo in Otello und in der Spielzeit 1994/95 als Walther von der Vogelweide in Tannhäuser) auf. In der Spielzeit 1985/86 gastierte er „mit stimmkräftigen, ausdrucksstarken Tenor“ am Staatstheater Oldenburg als Kavalier in Cardillac. Im Juli 1987 gastierte er bei den Eutiner Sommerfestspielen als Ismaele in Nabucco. Im Februar 1988 sang er in der Musikhalle Hamburg beim Faschingskonzert der „Konzertanten Oper Hamburg“ den Gesangslehrer Alfred in einer halbszenischen Aufführung der Strauß-Operette Die Fledermaus. Im Sommer 1989 übernahm er bei den 39. Eutiner Sommerspielen den Don Alvaro in der Verdi-Oper Die Macht des Schicksals.
Helmut Tromm lebt in Meyn.